# Нефтен разлив в Мексиканския залив
Нефтеният разлив в Мексиканския залив е голям нефтен разлив в Мексиканския залив, най-големият регистриран в американската история.
Разливът е причинен от изтичане на суров нефт след експлозията на нефтената платформа „Deepwater Horizon“ на 20 април 2010 г. Експлозията убива 11 души и ранява други 17.
Изтичането изхвърля от 12 000 до 100 000 барела нефт дневно, което се равнява на от 1 900 000 до 16 000 000 литра, и произтича от глава на петролен кладенец, намираща се на дълбочина 1500 м. Точният темп на изтичане не е известен и е тема на продължаващ дебат, тъй като Бритиш Петролиъм не допускат независими учени на мястото на трагедията. Нефтеният разлив, получен при експлозията, покрива най-малко 6500 км2, като размерът му се изменя всеки ден според атмосферното време. Учените съобщават и за големи нефтени количества под водата, невидими от повърхността.
Експертите се страхуват, че разливът би могъл да причини екологична катастрофа, която да има големи щети на дивите местообитания. Разливът също така има отрицателен ефект върху риболовната и туристическата индустрия на Мексиканския залив. Има много предложения как да се спре изтичането на нефт от главата на кладенеца. Екипите правят опити да защитят хилядите километри плажове, мочурища и естуари по северния бряг на залива, използвайки събиращи кораби, плаващи временни хранилища, закотвени бариери, и бариери от чували с пясък. Правителството на Съединените щати обявява за виновна страна Бритиш Петролиъм и смята, че компанията трябва да поеме всички разходи по изчистването на нефтения разлив.